# 长春空港经济开发区
长春空港经济开发区是位于吉林省长春市的一个省级经济开发区。空港新城位于九台城区南部20公里，长春龙嘉国际机场东3公里处。

## 历史
2005年8月27日，长春龙嘉国际机场正式投入使用后，吉林省省长王珉提出“在机场两翼建设以高新技术产业和服务业为载体的空港开发区，重点发展软件等高新技术产业和依托龙嘉国际机场的新兴服务业，并逐步向长、吉两市发展延伸，为构筑长吉产业带打造平台”的战略构想。2006年6月26日，吉林省人民政府办公厅印发(吉政办函[2006]89号)文件，成立长春空港开发区工作领导小组。
2009年国务院正式批复长吉图开发开放先导区。2012年2月27日，吉林省人民政府出台了《关于加快推进长吉一体化工作的意见》。
2012年6月7日，吉林省人民政府《关于同意长春空港经济开发区调区更名后继续享受省级开发区相关政策的批复》（吉政函[2012]86号），确定其为省级经济开发区。
2016年8月8日，中共长春市委、长春市人民政府发出《关于支持长春新区创新发展的实施意见》，长春新区直管长春空港经济开发区。
2020年吉林省发展改革委上报《关于申请设立长春临空经济示范区的请示》（吉发改地区〔2020〕519号）。2020年7月21日国家发展改革委、中国民航局批复长春临空经济示范区，成为东北首家、全国第15家国家级临空经济示范区。规划面积91.3平方公里，规划范围东至九万公路，西至五洲大街，南至空港开发区南部范围线、珲乌高速，北至泉眼沟。